# Elisa de Lamartine
Pour les articles homonymes, voir Lamartine.
Elisa de Lamartine ou Marianne de Lamartine,  née Mary Ann Elisa Birch le 13 mars 1790 et morte le 24 mai 1863 à Paris (France) est une artiste peintre et une sculptrice française d'origine britannique. Elle est aussi l'épouse du poète Alphonse de Lamartine.

## Biographie
Mary Ann Elisa Birch, d'origine britannique, naît le 13 mars 1790 en Languedoc d'après son acte de mariage ou à Londres d'après son acte de décès « née depuis plusieurs jours ». Elle est baptisée à la paroisse Saint-Félix de Béziers le 20 avril 1790 sous les noms de Marie Anne Elise Birch avant d'être à nouveau baptisée le 31 mai 1792 à la paroisse Saint-Anne à Soho, Cité de Westminster, à Londres,,. Elle est la fille du major William Henry Birch et de Christina Cordelia Reessen, elle épouse Alphonse de Lamartine dans l'église de Saint-Pierre de Maché, à Chambéry, le 6 juin 1820,,.
Elle est le premier modèle pour un buste de Marianne.
Devant les difficultés matérielles de Louise Crombach, écrivaine, Lamartine lui trouve un emploi de surveillante de prison à la prison de femmes de Saint-Lazare en 1842.[pertinence contestée]

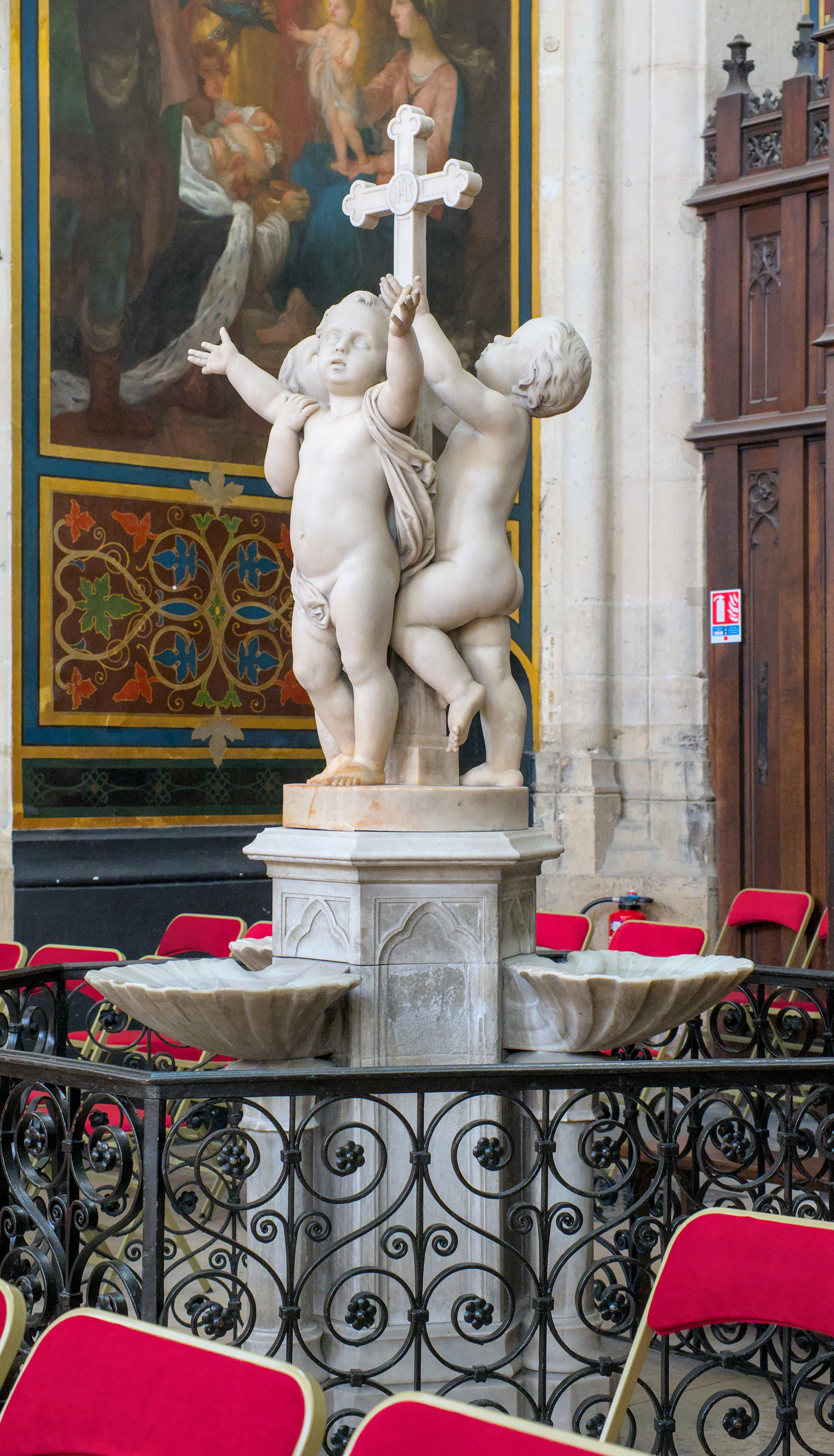
Bénitier aux trois enfants de l'église Saint-Germain-l'Auxerrois.

En 1843, Lamartine travaille avec le sculpteur François Jouffroy sur un bénitier en marbre dans l'église Saint-Germain l'Auxerrois de Paris, qui est décrit sous la plume acerbe de Joris-Karl Huysmans comme « un bénitier exécuté sur les dessins de Mme de Lamartine, des mioches paradant autour d’une croix ».
Alphonse et Elisa de Lamartine ont deux enfants : Félix Marie Emilius Alphonse de Lamartine, né à Rome en 1821 et mort à Paris en 1822, et Marie Louise Julie de Lamartine, dite Julia, née à Mâcon en 1822 et morte au Liban en 1832[réf. nécessaire].
Elisa de Lamartine meurt le 24 mai 1863 à Paris.

## Œuvres dans les collections publiques
- Mâcon :

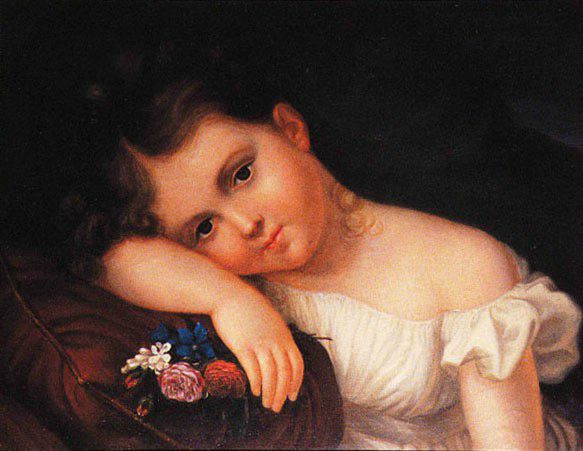
Portrait de Marie Louise Julie de Lamartine, château de Saint-Point.

  - musée Lamartine : La Saône et La Loire, 1847, maquettes en plâtre d'un projet de décoration non réalisé pour le pont Saint-Laurent à Mâcon[16].
  - musée des Ursulines :
    - La Charité romaine, huile sur toile[17] ;
    - Uranie, huile sur toile[18].
- Paris, musée de la Vie romantique : Les Fleurs sur l’autel, vers 1846, poème autographe d'Alphonse de Lamartine, enluminé par Elisa de Lamartine.
- Saint-Point, château de Saint-Point : Portrait de Marie Louise Julie de Lamartine, huile sur toile[19],[20].

## Exposition
En 2003, dans le cadre de la biennale Lamartine, une exposition intitulée Évocation de Marianne de Lamartine lui est consacrée au musée Lamartine de Mâcon.

## Iconographie
- Jean-Léon Gérôme, Portrait de Madame de Lamartine, 1849, Montauban, musée Ingres[22].
- François Claudius Compte-Calix, Madame de Lamartine Adopting the Children of Patriots Slain at the Barricades in Paris during the Revolution of 1848, Barnard Castle, Bowes Museum[23],[24].
- Johann Ender, Portrait de Marie Anne Elisa de Lamartine, 1821, dessin gravé par Thomas-Casimir Regnault[25]. Un exemplaire de la gravure est conservé au château de Versailles.